# Johann Eichinger
Johann Eichinger (* 14. Mai 1886 in Hetzmannsdorf; † 16. April 1967 ebenda) war ein österreichischer Politiker (CS/VF/ÖVP) und Landwirt. Er war von 1930 bis 1934 sowie von 1945 bis 1949 Abgeordneter zum Nationalrat.

## Leben
Eichinger besuchte nach der Volks- und Bürgerschule die Ackerbauschule Edthof in Viehdorf und  war in der Folge als Landwirt tätig. Er übernahm die elterlichen Landwirtschaft und wirkte zudem von 1956 bis 1967 als Vorstand der Wiener Molkerei.

## Politik
Eichinger engagierte sich in der Christlichsozialen Partei und hatte von 1919 bis 1938 das Amt des Bürgermeisters von Hetzmannsdorf inne. Er war von 1922 bis 1938 sowie von 1945 bis 1958 Obmann der Bezirksbauernkammer Hollabrunn und war von 1934 bis 1938 Mitglied des Bundeswirtschaftsrates. Zudem hatte er zwischen 1934 und 1938 die Funktion eines Mitglieds des Bundestages inne und übernahm von 1934 bis 1938 das Amt des Vorsitzenden des Bundeswirtschaftsrates und war Erster Vizepräsident des Bundestages. Zudem wirkte er als Mitglied des Niederösterreichischen Bauernbundes und war Obmannstellvertreter des Genossenschaftslagerhauses Hollabrunn. Die Christlichsoziale Partei vertrat er zwischen dem 2. Dezember 1930 und dem 2. Mai 1934 im Nationalrat. Im Juli 1937 wurde er Landesführer der Vaterländischen Front in Niederösterreich. Während der Herrschaft des Nationalsozialismus wurde er 1944 aus politischen Gründen mehrere Wochen inhaftiert.
Nach dem Zweiten Weltkrieg saß Eichinger zwischen dem 19. Dezember 1945 und dem 8. November 1949 für die ÖVP im Nationalrat.

## Ehrungen
- 1936 erhielt Eichinger, der auch Funktionär der Freiwilligen Feuerwehr war, das Feuerwehr-Ehrenzeichen 1. Klasse[1]